# Time.h
time.h é um arquivo cabeçalho que fornece protótipos para funções, macros e definição de tipos da biblioteca padrão da linguagem de programação C para manipulação de datas e horários de modo padrão.

## Variáveis
size_t
clock_t Variável para guardar o tempo de processador.
time_t Variável para guardar o tempo de calendário, e geralmente corresponde ao número de segundos decorridos desde as 00 horas do dia 1 de Janeiro de 1970 UTC.
struct tm Estrutura para guardar data e hora. É composta pelos elementos:
```
struct
 
tm
                                                                                                

{
                                                                                                   

   
int
 
tm_sec
;
           
/* Seconds. [0-60] (1 leap second) */
      

   
int
 
tm_min
;
           
/* Minutes. [0-59] */
                            

   
int
 
tm_hour
;
          
/* Hours.   [0-23] */
                       

   
int
 
tm_mday
;
          
/* Day.     [1-31] */
             

   
int
 
tm_mon
;
           
/* Month.   [0-11] */
                

   
int
 
tm_year
;
          
/* Year - 1900.  */
                       

   
int
 
tm_wday
;
          
/* Day of week. [0-6] */
                 

   
int
 
tm_yday
;
          
/* Days in year.[0-365] */
                        

   
int
 
tm_isdst
;
         
/* DST.     [-1/0/1]*/
         

}

```

## Macros
NULL
CLOCKS_PER_SEC

## Funções
char *asctime(const struct tm* tmptr)
Converte tm para uma string no formato "Www Mmm dd hh:mm:ss yyyy", onde Www é o dia da semana, Mmm o mês em letras, dd o dia do mês, hh:mm:ss a hora, e yyyy o ano. A string é seguida por uma nova linha e um caracter nulo (NULL), formada por um total de 26 caracteres. A string gerada é alocada estaticamente e compartilhada pelas funções ctime e asctime. Cada vez que uma dessas funções é chamada o conteúdo da string é substituído.
clock_t clock(void)
Retorna o tempo decorrido desde que o programa iniciou a execução.
char* ctime(const time_t* timer)
Converte o valor de time t para uma string com um formato igual ao de asctime. Essa string gerada é alocada estaticamente e compartilhada pelas funções  ctime e asctime. Cada vez que uma dessas funções é chamada, ou usada, o conteúdo da string é sub-escrito. asctime também usa internamente o arquivo temporário usado por gmtime e localtime como valor de retorno, então uma chamada dessa função vai alterar esse buffer (ou arquivo temporário).
double difftime(time t timer2, time t timer1)
Retorna em segundos a diferença entre dois espaços de tempo.
struct tm* gmtime(const time_t* timer)
Converte um valor time t para uma estrutura tm como o relógio UTC. Essa estrutura é alocada estaticamente e usada também pelas funções gmtime, localtime e ctime. Essa estrutura tem seu valor alterado cada vez que uma dessas funções é chamada.
struct tm* gmtime_r(const time_t* timer, struct tm* result)
Converte um valor time t para uma estrutura tm igual ao UTC. O tempo é armazenado na estrutura tm referenciada pelo resultado. Essa função é uma versão segura da função gmtime.
struct tm* localtime(const time_t* timer)
Converte um valor time t para uma estrutura tm, igual ao relógio local. Essa estrutura é alocada estaticamente e usada também pelas funções gmtime, localtime e ctime. Essa estrutura tem seu valor alterado cada vez que uma dessas funções é chamada.
time t mktime(struct tm* ptm)
Converte tm para valor de tempo time t. Checa os membros da estrutura tm passada como parâmetro ptm ajustando os valores se esses não estão no renge, ou tamanho certo ou estão incompletos ou errados e então traduz a estrutura para um valor time t então retornado. O valor original do dia da semana, membro do tm_mdia não é checado enquanto  tm_mes e tm_ano estão determinados. Caso haja erro, o valor -1 é retornado.
time t time(time_t* timer)
Pega a data atual, em segundos de acordo com o relógio Unix, a partir do relógio do sistema. Guarda esse valor no timer. Se o timer é igual a null', o valor não é armazenado, mas esse valor é continuamente retornado pela função.
size t strftime(char* s, size t n, const char* format, const struct tm* tptr)
Formata tm numa string data/hora cujo resultado é colocado no array s.
| String Formatação | Significado                                                                               |
| ----------------- | ----------------------------------------------------------------------------------------- |
| %a                | Abreviatura do dia da semana                                                              |
| %A                | Dia da semana                                                                             |
| %b                | Mês abreviado                                                                             |
| %B                | Mês                                                                                       |
| %c                | Data e hora                                                                               |
| %d                | Dia do mês                                                                                |
| %H                | Hora no formato 24H (00-23)                                                               |
| %I                | Hora no formato 12H (01-12)                                                               |
| %j                | Dia do ano                                                                                |
| %m                | Mês no formato numérico                                                                   |
| %M                | Minuto                                                                                    |
| %p                | Indicador AM ou PM                                                                        |
| %S                | Segundos                                                                                  |
| %U                | Dia da semana com o primeiro Domingo como o primeiro dia da primeira semana (00-53)       |
| %w                | Dia da semana numérico com Domingo como 0 (0-6)                                           |
| %W                | Dia da semana com a primeira Segunda Feira como o primeiro dia da primeira semana (00-53) |
| %x                | Representação da data                                                                     |
| %X                | Representação da hora                                                                     |
| %y                | Ano a dois dígitos                                                                        |
| %Y                | Ano a quatro dígitos                                                                      |
| %Z                | Fuso horário                                                                              |
| %%                | Símbolo %                                                                                 |

char * strptime(const char* buf, const char* format, struct tm* tptr)
time_t timegm(struct tm *brokentime)

## Exemplo
O código abaixo imprime numa tela do terminal uma mensagem com o dia, mês, ano e horário.
```
#include
 
<stdio.h>

#include
 
<time.h>

 

int
 
main
()

{

    
const
 
time_t
 
timer
 
=
 
time
(
NULL
);

    
printf
(
"ctime is %s
\n
"
,
 
ctime
(
&
timer
));

    
return
 
0
;

}

```